# Sumoto
Sumoto (洲本市 -shi) é uma cidade japonesa localizada na província de Hyogo.
Em 2003 a cidade tinha uma população estimada em 40 234 habitantes e uma densidade populacional de 323,84 h/km². Tem uma área total de 124,24 km².
Recebeu o estatuto de cidade a 11 de Fevereiro de 1940.